# Llei de mancomunitats provincials

La llei de mancomunitats provincials va ser una norma estatal espanyola promulgada per Reial Decret el 18 de desembre de 1913 que va regular i permetre la constitució i organització dels poders i recursos econòmics de les diputacions provincials. Amb precedents en un projecte de llei el 1907, la nova proposta va aparèixer el 1912 de la mà del president del govern José Canalejas, que recollia les demandes regionalistes, especialment les de les forces polítiques catalanes. L'assassinat del president va paralitzar la seva aprovació al Senat. No serà fins al 1913, quan, finalment, el nou president Eduardo Dato la va promulgar per Reial Decret. Tot i ser una llei de caràcter general, l'única mancomunitat provincial que es va crear va ser la Mancomunitat de Catalunya, el 6 d'abril de 1914, tot i que van haver-hi diverses iniciatives a altres regions, com ho va ser la Mancomunitat Castellana.

## Antecedents

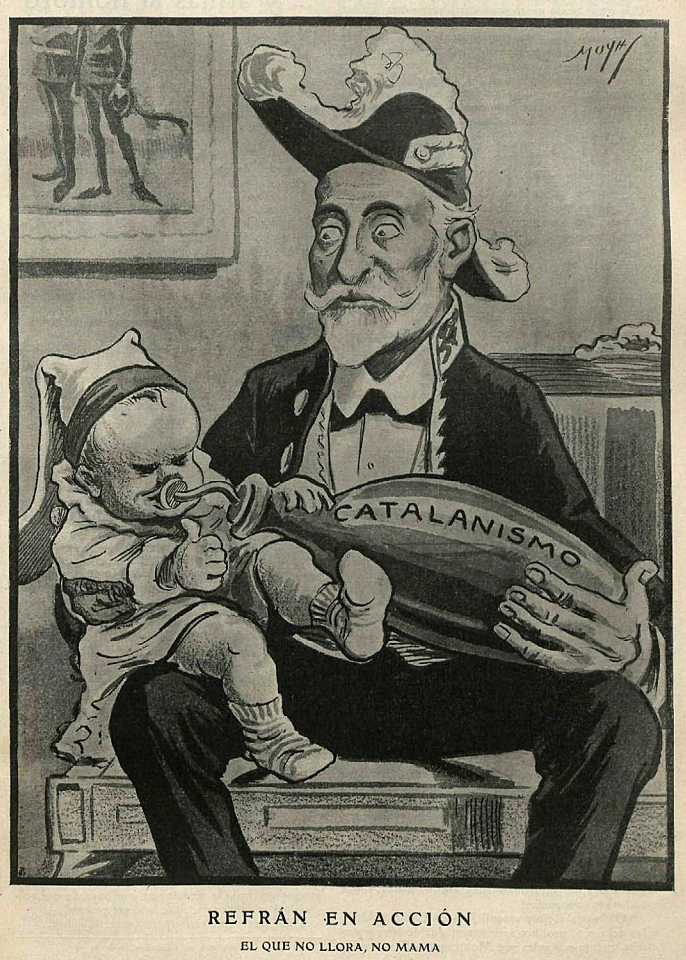
Refrán en acción, dibuix satíric de Joaquín Moya, aparegut a Gedeón el 22 d'abril de 1904, que representa a Maura alimentant un nadó que representa Catalunya, i les seves aspiracions; resa a sota el refrany «Qui no plora, no mama».

El centralisme imperant durant la Restauració va veure's afeblit a causa de les progressives crisis succeïdes a finals del segle xix, amb els municipis i les províncies com a forces centrífugues, especialment la primera meitat del segle xx. En referència a l'associació de recursos provincials per a fins específics, la idea era present a les darreres dècades del segle xix. Els grans valedors d'aquesta idea va ser la potent burgesia catalana, sota l'influx de les Bases de Manresa, en confluència amb les forces polítiques predominants catalanes, com era la catalanista Lliga Regionalista. Les regions desitjaven un reconeixement legal pel fet de ser regions històriques amb una existència real. L'opinió política era diversa: els moderats com Francesc Cambó i Díaz-Aguado estaven satisfets amb la creació d'òrgans regionals amb poders de discussió sobre obres públiques, educació, ensenyament i els serveis socials, mentre l'ala més esquerrana aspirava a l'autogovern.
Les forces polítiques catalanes van intervenir en el projecte de llei de mancomunitats d'Antoni Maura el 1907, debatuda a la II Assemblea de Diputacions Provincials, celebrada a Sevilla. Les opinions sorgides a la llum d'aquesta proposta van acabar a les Corts: l'ala més conservadora era reticent a la proposta, durant el debat a corts, estaven a contra, perquè creien que no es podia imposar regions ni una nova divisió regional, en primer lloc perquè les províncies també eren una realitat; en segon lloc, els sentiments regionalistes eren forts només en unes regions concretes, no era un fet generalitzat; d'altra banda, Maura i altres representats creien que això era una reclamació d'una elit militant reduïda, no la veritable consciència regional de la població, per tant, el projecte de llei presentat, de caràcter moderat, satisfeia a tothom, si bé els regionalistes, amb la presència de Solidaritat Catalana, van contestar que l'única forma de conèixer la voluntat popular era a través a d'un plebiscit. En qualsevol cas, el projecte va ser aprovat pel Congrés dels Diputats, però va ser aturat al Senat, a conseqüència de la difícil situació política i social, despresa dels fets de la Setmana Tràgica de Barcelona el 1909, que va provocar la caiguda del govern de Maura i la paralització de la llei.

## Presentació i debat

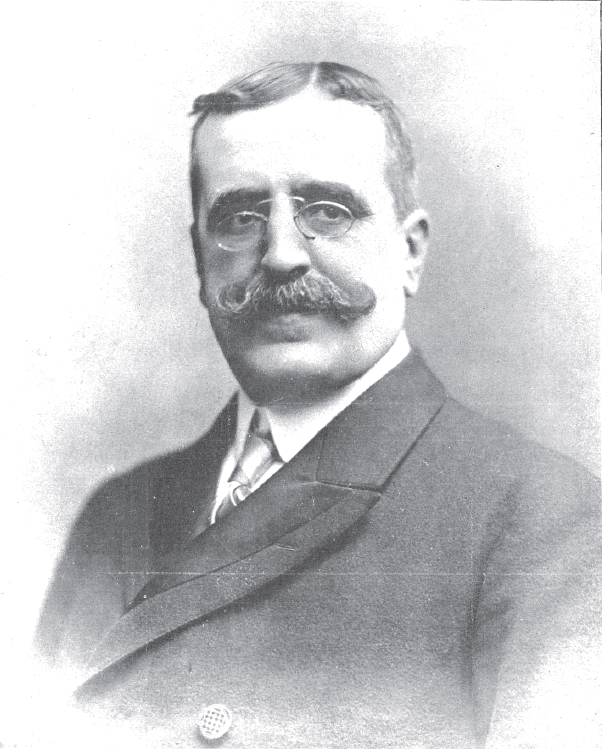
José Canalejas va proposar la llei, aprovada pel Congrés, però després del seu assassinat el 1912, el nou president, Romanones, no va aconseguir l'aprovació del Senat.

El 1911 el Partit Liberal, amb José Canalejas al capdavant, ocupava el govern de l'estat. A Catalunya, aleshores, la Lliga Regionalista tenia el control de la Diputació de Barcelona i aquesta força política va mobilitzar-se per constituir una òrgan supraprovincial. Va posar especial èmfasi el president de la diputació, Enric Prat de la Riba. El 1911 es va constituir una ponència integrada pels quatre presidents de les diputacions provincials catalanes que van elaborar les anomenades Bases de la Mancomunitat catalana, que preveia el traspàs de serveis de les diputacions a la mancomunitat, i la delegació de diverses facultats de l'administració central. Les demandes dels regionalistes, amb Francesc Cambó al capdavant, van ser presentades al president del govern, que va recollir aquestes inquietuds, i amb el ressò de la llei presentada anteriorment per Maura, el 25 de maig de 1912 va presentar al Congrés un projecte de llei curt regulant amb caràcter general la constitució i organització de les mancomunitats provincials i dels seus poders i recursos econòmics.
A pesar d'haver-se recollit les demandes catalanes, la llei proposada en el seu article primer explicava primerament i de forma explícita: «Las provincias representadas por sus diputaciones podrán mancomunarse para fines exclusivamente administrativos», i més endavant es van establir els seus poders, limitats a les facultats i serveis de les diputacions; i, finalment, les facultats en matèria d'obres públiques, d'instrucció o beneficència que el govern central estigués disposat a delegar a les mancomunitats. D'aquesta manera, el projecte va diluir considerablement les demandes aprovades per les diputacions provincials.
No obstant el fet que el projecte de llei distava de la proposta respecte de les demandes de les forces polítiques regionalistes, els diputats catalans van decidir donar suport a la iniciativa i van defensar el projecte, tret dels catalans lerrouxistes del Partit Radical, si bé van presentar esmenes, que si s'haguessin aprovat haurien augmentat el poder i autonomia de les mancomunitats respecte del govern central. L'únic que es va mostrar en contra de la totalitat del projecte va ser el carlista Juan Vázquez de Mella, que va titllar de tímida i fragmentària la llei. Per la seva banda, el Partit Conservador es va abstenir de participar en el debat, i l'oposició va venir més dels dissidents del Partit Liberal, principalment de Moret i Alcalá-Zamora, que entre els seus arguments, van esgrimir que la llei afeblia de forma perillosa l'estat i amenaçava la unitat de la nació; que suposava cedir davant les demandes catalanes, una de moltes, i que podria tenir un efecte dominó a altres regions del país, conduint al federalisme i la desintegració; creien que la reforma del sistema administratiu havia de començar pel nivell més baix, el municipal.
Tot i la divisió de postures sobre el text entre els diputats, la voluntat de Canelejas d'acontentar les demandes catalanes va fer que, finalment, la llei s'aprovés al Congrés dels Diputats el 17 d'octubre de 1912 amb l'abstenció dels conservadors i lerrouxistes i el vot en contra dels seguidors de Segismundo Moret i els de Niceto Alcalá-Zamora. Tanmateix, abans de passar a debatre's al Senat va morir el president Canalejas, principal defensor de la llei. El nou president, el comte de Romanones, va intentar que fos aprovada a la cambra alta, però no va superar la discussió i aprovació del primer article de la llei. Malgrat que el juny de 1913 es va tornar a iniciar el debat al Senat, la dimissió de Romanones va deixar un buit de poder i les corts dissoltes, sense possibilitat de debatre o aprovar res. A causa de la paralització, es va organitzar un plebiscit als ajuntaments de Catalunya, en què el 95,7% donava suport a la proposició de llei, a més de celebrar-se diversos actes reivindicatius en favor de la llei de mancomunitats.

## Aprovació i efectes

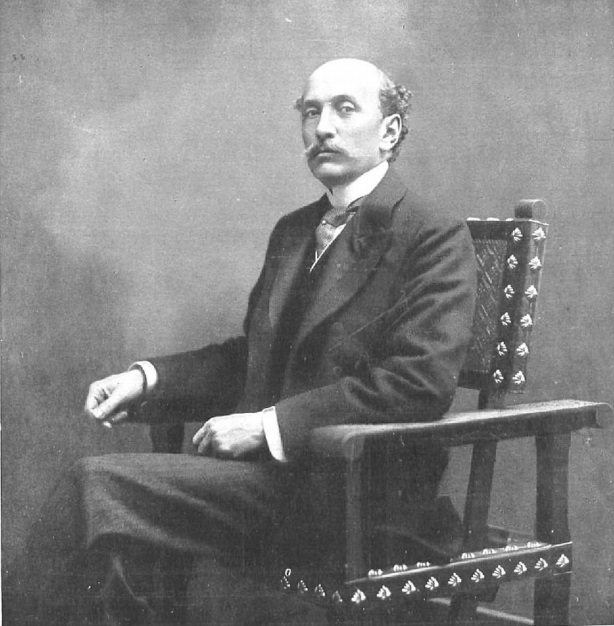
La llei va ser aprovada finalment per Reial Decret de la mà del nou president, Eduardo Dato, en una fotografia de 1907 del fotògraf Kaulak.

Finalment, després del fracàs al Senat, seria el nou president Eduardo Dato, que prèviament havia rebut el resultat de les votacions municipals comunicat per Prat de la Riba, qui va fer realitat el projecte, va aprovar la llei mitjançant de Reial Decret de 18 de desembre de 1913 i després el text va ser refrendat per José Sánchez Guerra. Amb pressions de la Lliga Regionalista, Dato va promulgar la llei tenint en perspectiva la celebració d'unes noves eleccions generals, en les quals els catalans podrien manifestar el seu descontentament. La via del decret llei va ser proposada a Sánchez Guerra pels diputats Cambó, Abadal i Duran com una forma d'evitar el risc d'aldarulls populars. Amb aquest decret, el govern de l'estat autoritzava a les províncies a mancomunar-se i així quedaven integrades en una Junta General de les Províncies mancomunades, i un consell permanent de les dites províncies amb un president al capdavant.
L'única entitat d'aquest tipus va ser la Mancomunitat de Catalunya, aconseguida pels representants de la Lliga Regionalista i aprovada per Reial Decret el 26 de març de 1914, constituïda finalment el 6 d'abril, esdevenint el seu primer president Enric Prat de la Riba. La mancomunitat no va arribar a superar l'àmbit administratiu. Amb tot, a altres indrets d'Espanya la idea també va ser ben rebuda: el gener de 1914, la Diputació de Madrid va demanar a les altres províncies castellanes la participació en un debat per constituir la Mancomunitat Castellana, fins i tot van arribar a consultar a Prat de la Riba sobre com havien d'actuar, i van rebre el suport de l'ABC, diari catòlic de la capital, que mai havia estat a favor de les aspiracions catalanes. Una altra mancomunitat proposada va ser la zona de l'Ebre, que va ser iniciada per la Diputació de Logronyo, i que va ser rebuda per la Diputació de Saragossa, que la va transmetre a les altres interessades. Tanmateix, aquestes iniciatives no es van arribar a aplicar mai.

## Canvi legal amb Primo de Rivera
Durant la dictadura de Primo de Rivera es va impulsar la reforma de l'organització municipal i provincial a través de dos estatuts; els motius que es van adduir sostenien que l'existència de regions es basava en l'associació de municipis i no pas de les diputacions provincials; els municipis haurien de ser els interessats en dur a terme la iniciativa de mancomunar recursos i serveis, i en tot cas, la regió tindria un caràcter merament administratiu i seria controlada pel govern central. Això va suposar un canvi en la legalitat, que va significar la supressió de la Mancomunitat de Catalunya, única constituïda, creada a partir de l'associació de les quatre províncies catalanes.